# Radijska ura
Radijska ura ali radijsko vodena ura, je vrsta kvarčne ure, ki je samodejno sinhronizirana s časovno kodo, ki jo prenaša radijski oddajnik, povezan s sistemom merjenja standardnega časa, kot je npr. atomska ura. Takšna ura je lahko sinhronizirana s časom, ki ga pošilja en sam oddajnik, ali pa ga pošilja preko oddajnikov katera od številnih nacionalnih ali lokalnih radijskih postaj, ali pa lahko prenaša več oddajnikov, ki so povezani s katerim od satelitskih navigacijskih sistemov, kot je npr. globalni sistem za določanje položaja GPS. Takšni sistemi se lahko uporabljajo za samodejno nastavljanje ure ali za kateri koli drugi namen, kjer je potreben točen čas. Radijske ure lahko vključujejo tudi druge funkcije, ki so na voljo, npr. kot je funkcije alarma, prikaza temperature,  vlažnosti ozračja, tudi funkcije radijskega sprejemnika itd.

## Načini delovanja
Pogosto radijsko vodene ure uporabljajo časovne signale, ki jih oddajajo namenski zemeljski dolgovalovni radijski oddajniki, ki oddajajo tudi kodirano informacijo o času, ki jo je mogoče demodulirati in točen čas prikazati z radijsko vodeno uro. Radijsko vodena ura vsebuje tudi natančen oscilator časovne baze za vzdrževanje merjenja časa, če radijski signal občasno ni na voljo ali je moten. Drugačne radijsko vodene ure uporabljajo časovne signale, ki jih oddajajo namenski oddajniki v radijskih pasovih kratkih valov. Sistemi, ki uporabljajo signal namenske časovne signalne postaje, lahko dosežejo natančnost nekaj deset milisekund.
Satelitski sprejemniki GPS tudi interno podajajo natančne informacije o času iz satelitskih signalov. Namenski sprejemniki za merjenje časa GPS so natančni do 1 mikrosekunde; vendar ima lahko GPS za splošno uporabo ali potrošniški odmik do ene sekunde med interno izračunanim časom, ki je veliko natančnejši od 1 sekunde, in časom, prikazanim na zaslonu.
Druge storitve oddajanja lahko v svoje signale vključujejo informacije o merjenju časa z različno natančnostjo. Radijske ure, sinhronizirane s zemeljskim časovnim signalom, lahko običajno dosežejo natančnost v stotinki sekunde glede na časovni standard, na splošno omejeno z ovirami in spremenljivostmi v širjenju radijskih signalov. Nekateri merilniki časa, zlasti ure, kot so nekatere Casio Wave Ceptor Multi-Band 6, za katere je bolj verjetno, da se bodo uporabljale npr. na potovanjih kot radijsko vodene ure, se lahko sinhronizirajo s katerim koli od več različnih časovnih signalov, ki se prenašajo v različnih regijah.

## Dolgovalovni in kratkovalovni prenosi
Radijske ure so odvisne od kodiranih časovnih signalov radijskih postaj. Postaje se razlikujejo po frekvenci oddajanja, geografski lokaciji in načinu modulacije signala za prepoznavanje trenutnega časa. Na splošno ima vsaka postaja svoj format za časovno kodo.